# フィニアンの虹
『フィニアンの虹』（フィニアンのにじ、Finian's Rainbow）は、1947年初演のブロードウェイ・ミュージカル。およびそれを原作とする1968年のアメリカ映画。

## 舞台
1947年1月にブロードウェイ初演、725回のロングラン公演を記録。これは『マイ・フェア・レディ』に破られるまでのブロードウェイの最多ロングラン記録である。

## 映画
舞台からおおよそ22年を経た1968年8月に公開。
プロデューサーのジョセフ・ランドンは若い世代の感覚で映画を製作しようと考え、当時28歳のフランシス・フォード・コッポラを監督に抜擢し、脚本や振付といった周囲のスタッフをベテランで固めた。さらにはコッポラを手伝ったスタッフの中に大学生時代のジョージ・ルーカスがいた。
主要なキャストにおいてもペトゥラ・クラーク、トミー・スティールといった人気スターや若手を揃えたうえで、要となる役にフレッド・アステア、キーナン・ウィンといった大ベテランを起用した。当時68歳のアステアにとっては十余年ぶりのミュージカル映画出演にして、最後のミュージカル映画出演となった。
コッポラは元々ブロードウェイの音楽一家の生まれで、幼い頃から『フィニアン』の曲にも親しんでいた。あまりに映画が長くなった為に削られた1曲を除き、全ての曲が映画でも使われ、オリジナルに敬意を払った編曲がなされている。一方で短いカットの連続で見せるミュージカルシーンは、リチャード・レスターの監督するビートルズ映画の影響を強く受けている。
20余年前の時事問題を風刺した劇であるが故に、古めかしくなった脚本には、かなり苦心して手が加えられたという。コッポラは全編ロケーション撮影による活気あるミュージカルを作る事を希望していたが、与えられた予算が低かったため実現せず、『キャメロット』(1967)の森のセットを流用した撮影などが行われた。また振付けるダンスが時代に合わないと判断されたハーミズ・パンは中途で解雇され、残りは無名の振付師と、時に監督自らが振付をおこなった。
本来作家主義志向のコッポラは、初のメジャー作の監督で経験するしがらみの強い映画作りに悩まされ、最後にはプロデューサーに編集を一任して、ルーカスと共に次回作のロードムービー『雨のなかの女』の撮影に出かけてしまった。公開後に劇場で初めて完成ヴァージョンを見たコッポラは、舞台劇調が強く冗長な内容になっている事を恥じ、以後自分の映画の編集作業には必ず立ち会うようになったという。

### 日本での公開
日本では1969年3月15日に公開され、弘田三枝子が唄う「虹に瞳を」が主題歌として用いられた。B面曲の映画挿入歌「グロッガ・モーラの様子はいかが」と共にのびやかに歌唱しているが、本作が日本では期待の割にはあまりヒットせず、主題歌の売上げも低迷に終わっている。

## スタッフ
- 製作：ジョセフ・ランドン
- 監督：フランシス・フォード・コッポラ
- 原作・脚色：E・Y・ハーバーグ　フレッド・セイディ
- 撮影：フィリップ・H・ラスロップ
- 音楽：バートン・レイン

## キャスト
- フィニアン・マクロナーガン：フレッド・アステア
- シャロン・マクロナーガン：ペトゥラ・クラーク
- オグ：トミー・スティール
- ウーディ：ドン・フランクス
- スーザン：バーバラ・ハンコック
- ローキンス議員：キーナン・ウィン
- ハワード：アル・フリーマン・ジュニア

## ストーリー
舞台はアメリカはミシタッキー州のレインボー・バレー。アイルランド人のフィニアン・マクローナガンとその娘シャロンが、金の壷を抱えてこの谷にやってきた。アメリカの経済システム「金本位制」の話を聞いていた彼は、フォート・ノックス(注・アメリカの金保管所のある場所)に近い土地に金の壷を埋めれば、それが増えて大金持ちになれると勘違いをしていたのだ。
じつは金の壷は、願い事を3つまでかなえる不思議な妖精の壷だった。何とか壷をフィニアンから取り戻すため、妖精オグも一緒にレインボーバレーにやって来ていた。
レインボーバレーでは、ハンサムな若者ウーディが、妹のスーザンや友人らとタバコ農場を経営していた。マクローナガン父娘は彼らに迎えられ、娘シャロンと若者ウーディはたちまち恋におちる。
一方、ガンコで強欲な議員ローキンスは、フィニアンが埋めた金の壷を金鉱と誤解した地質学者から「農場に金鉱がある」と聞きつけ、農場を閉鎖して小作人を追い出そうとする。差別主義者でもあるローキンスが黒人の小作人を罵倒した時、シャロンは激昂して「あなたも黒人になればいい！」と叫ぶと、金の壷が願いをかなえ、ローキンスは本当に黒人になってしまった。
「人種降格の罪」で魔女裁判にかけられる事になったシャロンを救うため、残った壷の願いは2つ。埋めたはずの金の壷が無くなっている事に気付いたフィニアンは、金の壷の妖精であるオグに懇願する。願いを使いきると妖精でなくなってしまうオグは悩むが、スーザンと恋仲になることで、人間になるのもいいと思い直す。オグは願いの一つでスーザンの体の障害を直し、もう一つの願いでローキンスの肌の色を元に戻した。
黒人の気持ちを理解したローキンス議員もすっかり性格が丸くなり、平和になった村でウーディとシャロンの結婚式が行われた。それを見届けたフィニアンは、魔力を失い鉄屑と化した壷をかかえ、新しい儲け話を探しにレインボー・バレーを去っていった。